# 333 (Tinashe)
333 è il quinto album in studio della cantante e attrice statunitense Tinashe, pubblicato nel 2021.

## Tracce
1. Let Go – 1:53
2. I Can See the Future – 2:56
3. X (featuring Jeremih) – 2:51
4. Shy Guy – 1:06
5. Bouncin' – 2:55
6. Unconditional – 3:17
7. Angels (featuring Kaash Paige) – 2:49
8. 333 (featuring Absolutely) – 3:01
9. Undo (Back to My Heart) (featuring Wax Motif) – 3:17
10. Let Me Down Slowly – 3:05
11. Last Call – 3:40
12. The Chase – 3:11
13. Pasadena (featuring Buddy) – 2:56
14. Small Reminders – 4:30
15. Bouncin', Pt. 2 – 3:21
16. It's a Wrap (featuring Quiet Child and Kudzai) – 2:20

Tracce Bonus Edizione Deluxe
1. Something Like a Heartbreak – 3:08
2. HMU For a Good Time (featuring Channel Tres) – 4:07
3. Naturally – 3:14
4. Woke Up Blessed (featuring Christian Blue) – 3:32

## Classifiche
| Classifica (2021) | Posizione massima |
| ----------------- | ----------------- |
| Stati Uniti       | 175               |